# Slobodan Milošević
Slobodan Milošević (magyar átírással Szlobodan Milosevics, cirill betűkkel Слободан Милошевић, kiejtéseⓘ IPA [sloˈbodan miˈloʃevitɕ], Pozsarevác, 1941. augusztus 20. – Scheveningen, 2006. március 11.) szerb és jugoszláv államfő, a Szerbiai Szocialista Párt elnöke.

## Fiatalkora
Milosević montenegrói származású, az ország német megszállása idején született. Szülei később öngyilkosok lettek, apja 1962-ben, anyja 1974-ben. Jogot végzett a Belgrádi Egyetemen, ahol megismerkedett Ivan Stambolićtyal, aki mentora és személyes jóbarátja lett. Feleségével, Mirjana Markovićtyal, akivel már gyermekkoruk óta ismerték egymást, 1965-ben házasodtak össze. Az egyetem után, a belgrádi polgármester pénzügyi tanácsosa volt. 1968-ban munkát kapott a Technogasnál, ahol Sztambolics dolgozott, és végül a cég elnöke lett 1973-ban. 1978-ban Sztambolić segítségével az egyik legnagyobb jugoszláv bank, a Beobanka elnökévé vált. Ennek köszönhetően többször járt Párizsban és New Yorkban, ahol francia és angol nyelvtudásra tett szert.
Tizennyolc évesen belépett a Jugoszláv Kommunisták Szövetségébe (JKSZ), 1983-ban a párt Központi Bizottságának apparátusában dolgozott, a következő évben pedig kinevezték a párt belgrádi bizottságának elnökévé. Ettől kezdve Milosević teljesen a politikának szentelte magát, 1986 májusában a Szerb Kommunisták Szövetségének (SZKSZ) elnökségének elnökévé választották, 1986 júniusától pedig négy éven át tagja volt a Jugoszláv Kommunisták Szövetsége Külügyi Bizottsága elnökségének.

## Hatalomra jutása
1989. május 8-án választották meg a szerb köztársasági elnökség elnökévé, a többpártrendszer bevezetése után, 1990 júliusában megalapította a Szerbiai Szocialista Pártot, amelynek haláláig ő volt az elnöke. A többpártrendszer első szerbiai elnökválasztásán 65%-os győzelmet aratott, két évvel később újraválasztották, de már csak 53%-os szavazattöbbséggel. 1997. július 25-én megválasztották Kis-Jugoszlávia elnökévé.

## A per
2001. április 1-jén Miloševićet Belgrádban letartóztatták, majd 2001 júniusában Hágába szállították. Pere 2002. február 12-én kezdődött a Hágai Nemzetközi Törvényszéken. Kezdetben önmagát védte, de később – egészségi állapota romlásával – ügyvédek csoportja vette át a védelmet. A délszláv háború alatt szerb oldalról elkövetett bűntettek – Radovan Karadžić és Ratko Mladić melletti – fő felelősének tartották. Több mint 60 vádpontban folyt ellene eljárás, többek között népirtással, emberiség ellen elkövetett bűntettekkel vádolták. A főbb vádpontok ellene a következők voltak:
- etnikai tisztogatás Horvátország területén
- népirtás Bosznia-Hercegovina területén
- terror- és erőszakhadjárat Koszovó albán lakossága ellen

A tárgyalás lassan haladt, a tanúk hitelességét gyakran megkérdőjelezték. Ítélet végül nem született. Miloševićet 2006. március 11-én holtan találták a cellájában, halálát szívinfarktus okozta.

### Magyarul
- Slobodan Milošević – lap.hu
- Szlavoljub Gyukics: A Milosevics-klán; ford., az Utóirat és Névmagyarázat c. részeket írta Kovács László; Athenaeum 2000, Bp., 2001
- Juan Gasparini: Diktátorok asszonyai. Fidel Castro, Augusto Pinochet, Ferdinand Marcos, Alberto Fujimori, Jorge Rafael Videla, Szlobodan Milosevics; ford. Dornbach Mária, Csikós Zsuzsa; Gabo, Bp., 2003

### Szerb, horvát nyelven
- Moljac.hr – Slobodan Milošević
- A politikai élete
- www.hlc.org.yu
- Beograd káfé – Bibliográfia Archiválva 2007. szeptember 27-i dátummal a Wayback Machine-ben
- Ѕerbian planet – Bibliográfia
- Sloboda
- Politika című lap[halott link]

### Angol nyelven
- Еmperors Сlothes – 1989. június 28-i beszéde Kosovóról
- JURIST Archiválva 2007. június 9-i dátummal a Wayback Machine-ben
- JURIST Archiválva 2009. május 8-i dátummal a Wayback Machine-ben
- emperors-clothes.com
- Slobodan Milošević www.un.org
- fmc.dotnet-services.nl
- emperors-clothes.com
- www.icdsmireland.org Archiválva 2007. február 11-i dátummal a Wayback Machine-ben

## Kapcsolódó szócikk
- Magda Marinkó